# Danyel Couet
Danyel-Michel Couet, född 24 juli 1973 i Stockholm, är en svensk-fransk-finländsk kock och krögare.

## Biografi
Under gymnasietiden ville Couet bli tecknare eller grafiker, men bytte efter ett år till Kristinebergs restaurangskola och fick lärlingstjänst på Edsbacka krog i Sollentuna där han växt upp.
Han har under lång tid arbetat tillsammans med kocken och krögaren Melker Andersson och bland annat sedan tidigare drivit F12-gruppen under 25 år. År 2018 öppnade han sin första egna restaurang, Allegrine, som fått sitt namn från Danyels farmor. I januari 2019 öppnade han tillsammans med Sebastian Thureson restaurangen Manufacture.
Under sin karriär som kock har han fått flera utmärkelser, bland annat OS-guld med Svenska kocklandslaget år 2000.
Tillsammans med Lubbe Garell driver han YouTube-kanalen Shots & Pots, som är en av Sveriges största jakt- och matkanaler.
År 2023 medverkade han för andra gången i TV4-programmet Kockarnas kamp. I finalen mötte han och besegrade Daniel Müllern.

## TV-medverkan
Couet har medverkat i flera TV-program, både som kock/tävlande och som domare.
- 2014 – Kockarnas kamp[11]
- 2017–2021 – Sveriges yngsta mästerkock[12][13][14]
- 2017 – Stjärnorna på slottet (som kock)[15]
- 2019 – Sveriges mästerkock (ersatte Leif Mannerström som blev sjuk under säsongen)[16]
- 2022 – The Island Sverige
- 2023 – Kockarnas kamp[17]